# Duguetia
Genre
Classification APG III (2009)
Synonymes
- Pachypodanthium Engler & Diels[2]
- Geanthemum Safford[2]
- Alcmene Urban[2]

Duguetia est un genre de plantes à fleurs de la famille des Annonaceae. Le genre se compose d'arbres et d'arbustes et comporte environ 90 espèces originaires d'Amérique du Sud et 4 espèces en Afrique de l'Ouest.

## Liste d'espèces
- Duguetia aberrans  Maas
- Duguetia adiscandra  Jans.-Jac.
- Duguetia amazonica  R.E.Fr.
- Duguetia amplexifolia  R.E.Fr.
- Duguetia antioquensis  H.LeÃ³n & Maas
- Duguetia arenicola  Maas
- Duguetia aripuanae  Maas
- Duguetia asterotricha  R.E.Fr.
- Duguetia bahiensis  Maas
- Duguetia barteri  (Benth.) Chatrou
- Duguetia bracteosa  Mart.
- Duguetia brevipedunculata  (R.E.Fr.) R.E.Fr.
- Duguetia cadaverica  Huber
- Duguetia calycina  Benoist
- Duguetia candollei  Baill.
- Duguetia caniflora  LeÃ³n & Maas
- Duguetia caudata  R.E.Fr.
- Duguetia cauliflora  R.E.Fr.
- Duguetia chrysea  Maas
- Duguetia chrysocarpa  Maas
- Duguetia colombiana  Maas
- Duguetia confinis  (Engl. & Diels) Chatrou
- Duguetia confusa  Maas
- Duguetia coriacea  Sond.
- Duguetia cuspidata  R.E.Fr.
- Duguetia decurrens  R.E.Fr.
- Duguetia dicholepidata  Mart.
- Duguetia dicholepidota  Mart.
- Duguetia dilabens  Chatrou & Repetur
- Duguetia dimorphopetala  R.E.Fr.
- Duguetia duckei  R.E.Fr.
- Duguetia echinophora  R.E.Fr.
- Duguetia elegans  R.E.Fr.
- Duguetia elliptica  R.E.Fr.
- Duguetia eximia  Diels
- Duguetia flagellaris  Huber
- Duguetia friesii  Jans.-Jac.
- Duguetia furfuracea  (A.St.-Hil.) Saff.
- Duguetia gardneriana  Mart.
- Duguetia gentryi  Maas
- Duguetia glabra  Britton
- Duguetia glabriuscula  R.E.Fr.
- Duguetia granvilleana  Maas
- Duguetia guianensis  R.E.Fr.
- Duguetia hadrantha  (Diels) R.E.Fr.
- Duguetia hemmendorffii  R.E.Fr.
- Duguetia heteroclada  R.E.Fr.
- Duguetia ibonensis  Rusby
- Duguetia inconspicua  Sagot
- Duguetia insculpta  R.E.Fr.
- Duguetia jonasiana  (Barb.Rodr.) R.E.Fr.
- Duguetia lanceolata  A.St.-Hil.
- Duguetia latifolia  R.E.Fr.
- Duguetia leiophylla  Donn.Sm.
- Duguetia lepidota  (Miq.) Pulle
- Duguetia leptocarpa  Benth. ex R.E.Fr.
- Duguetia longicuspis  Benth.
- Duguetia longifolia  (Aubl.) Baill.
- Duguetia lucida  Urb.
- Duguetia macrocalyx  R.E.Fr.
- Duguetia macrophylla  R.E.Fr.
- Duguetia magnolioidea  Maas
- Duguetia magnoloidea  Maas
- Duguetia manausensis  Maas & Boon
- Duguetia marcgraviana  Mart.
- Duguetia megalocarpa  Maas
- Duguetia megalophylla  R.E.Fr.
- Duguetia microphylla  (R.E.Fr.) R.E.Fr.
- Duguetia moricandiana  Mart.
- Duguetia neglecta  Sandwith
- Duguetia nitida  Maas
- Duguetia oblanceolata  R.E.Fr.
- Duguetia oblongifolia  R.E.Fr.
- Duguetia obovata  R.E.Fr.
- Duguetia odorata  J.F.Macbr.
- Duguetia oligocarpa  Maas & J.A.C.Dam
- Duguetia panamensis  Standl.
- Duguetia paraensis  R.E.Fr.
- Duguetia pauciflora  Rusby
- Duguetia pedunculata  J.F.Macbr.
- Duguetia peruviana  J.F.Macbr.
- Duguetia phaeoclados  (Mart.) Maas & H.Rainer
- Duguetia pohliana  Mart.
- Duguetia pycnastera  Sandwith
- Duguetia quitarensis  Benth.
- Duguetia restingae  Maas
- Duguetia reticulata  Maas
- Duguetia rhizantha  (Eichler) Huber
- Duguetia riberensis  Aristeg. ex Maas & Boon
- Duguetia riedeliana  R.E.Fr.
- Duguetia rigida  R.E.Fr.
- Duguetia rionegrensis  Zuilen & Maas
- Duguetia riparia  Huber
- Duguetia rostrata  Rusby
- Duguetia rotundifolia  R.E.Fr.
- Duguetia ruboides  Maas & He
- Duguetia salicifolia  R.E.Fr.
- Duguetia sanctae-crucis  S.Moore
- Duguetia sancticaroli  Maas
- Duguetia sancticarolii  Maas
- Duguetia sandwithii  R.E.Fr.
- Duguetia schlechtendaliana  Mart.
- Duguetia schulzii  Jans.-Jac.
- Duguetia scottmorii  Maas
- Duguetia sessilis  (Vell.) Maas
- Duguetia sooretamae  Maas
- Duguetia spixiana  Mart.
- Duguetia spruceana  R.E.Fr.
- Duguetia staudtii  (Engl. & Diels) Chatrou
- Duguetia stenantha  R.E.Fr.
- Duguetia subcordata  Maas & J.A.C.Dam
- Duguetia surinamensis  R.E.Fr.
- Duguetia tenuis  R.E.Fr.
- Duguetia tessmannii  R.E.Fr.
- Duguetia tobagensis  R.E.Fr.
- Duguetia trichostemon  R.E.Fr.
- Duguetia trunciflora  Maas & Gentry
- Duguetia tuberculata  Maas
- Duguetia ulei  (Diels) R.E.Fr.
- Duguetia uniflora  Mart.
- Duguetia vallicola  J.F.Macbr.
- Duguetia vaupesana  Westra & Maas
- Duguetia venezuelana  R.E.Fr.
- Duguetia yeshidan  Sandwith

## Sources
- (en) Cet article est partiellement ou en totalité issu de l’article de Wikipédia en anglais intitulé « Duguetia » (voir la liste des auteurs).